# Банковский кредит
Ба́нковский креди́т — денежная сумма, предоставляемая банком на определённый срок и на определённых условиях; определённая технология удовлетворения заявленной заёмщиком финансовой потребности.
Во втором случае банковский кредит представляет собой упорядоченный комплекс взаимосвязанных организационных, технологических, информационных, финансовых, юридических и иных процедур, которые составляют целостный регламент взаимодействия банка в лице его сотрудников и подразделений с клиентом банка по поводу предоставления денежных средств. Осуществляется в форме выдачи ссуд, учёта векселей и других формах.
Банковский кредит подразделяется на активный и пассивный. В первом случае банк выступает кредитором, во втором является заёмщиком. Банк может входить в кредитные отношения (выдавать или получать кредиты) с другими банками и иными кредитными организациями, включая центральный банк, выполняя в зависимости от ситуации активную или пассивную функцию. В этом случае речь идёт о межбанковском кредитовании.

## Классификация банковских кредитов
Банковские кредиты классифицируются по ряду признаков:
1. По сроку погашения:
  - онкольные
  - Овернайт
  - краткосрочные
  - среднесрочные
  - долгосрочные
2. По способу погашения: 
  - погашаемые одной суммой в конце срока
  - погашаемые равными долями через равные промежутки времени (этот вариант предполагает согласование графика погашения основной суммы долга и процентов с указанием конкретных дат и сумм)
  - погашаемые неравными долями через различные промежутки времени:
    - сложный кредит (с выплатой от 20 до 50 % суммы кредита в конце срока);
    - прогрессивный кредит (с прогрессивно нарастающими к концу срока действия кредитного договора выплатами);
    - сезонный кредит (кредит для сезонных производств с выплатами только в те месяцы, на которые приходятся максимальные суммы выручки).
3. По способу взимания ссудного процента:
  - плата в момент погашения ссуды
  - плата равномерными взносами в течение всего срока действия кредитного договора
  - оплата в момент выдачи кредита
  - без взимания процентов
4. По наличию обеспечения: 
  - доверительные (необеспеченные) ссуды
  - обеспеченные ссуды
  - ссуды под финансовые гарантии третьих лиц
5. По целевому назначению:
  - связанные (целевые) ссуды, например:
    - платёжные (на проведение конкретной коммерческой сделки или удовлетворение временной нужды)
      - на оплату расчётных (платёжных) документов контрагентов клиента;
      - на приобретение ценных бумаг;
      - на авансовые платежи;
      - на бюджетные платежи;
      - на заработную плату (выдача денег по чеку со ссудного счёта заёмщика).

    - на финансирование производственных затрат, то есть на
      - формирование запасов товарно-материальных ценностей;
      - финансирование текущих производственных затрат;
      - финансирование инвестиционных затрат, включая кредиты на лизинговые и т. п. операции (промежуточные).

    - учёт (покупка) векселей, включая операции репо.
    - потребительские кредиты.

  - ссуды общего характера (нецелевые, несвязанные).
6. По форме предоставления кредита:
  - ссуды в безналичной форме:
    - зачисление безналичных денег на соответствующий счёт заёмщика, в том числе реструктуризация ранее выданного кредита и предоставление нового;
    - кредитование с использованием векселей банка;
    - в смешанной форме (сочетание 2-х предыдущих вариантов).

  - ссуды в налично-денежной форме (как правило, физическим лицам)
7. По размеру процентной ставки:
  -     - Процентная ставка по кредиту больше нуля;
    - Процентная ставка по кредиту равна нулю;
    - Процентная ставка по кредиту меньше нуля[3].
8. По технике предоставления кредита:
  - одной суммой;
  - в виде овердрафта;
  - в виде кредитной линии:
    - простая (невозобновляемая) кредитная линия;
    - возобновляемая (револьверная) кредитная линия, в том числе:
      - онкольная (до востребования) кредитная линия (кредитование в пределах согласованной суммы лимита и в рамках установленного периода времени, таким образом, что лимит может непрерывно и автоматически (без заключения дополнительного соглашения) восстанавливаться при погашении взятых ранее траншей);
      - контокоррентная кредитная линия (кредитование в пределах оговорённой суммы лимита и установленного срока действия соглашения, при котором транши непрерывно и автоматически выдаются и погашаются, отражаясь на едином контокоррентном счёте, сочетающем в себе свойства ссудного и расчётного счетов, лимит при этом каждый раз восстанавливается).
9. По способу предоставления кредита:
  - индивидуальный кредит (предоставляемый заёмщику одним банком)
  - синдицированный
10. По категориям потенциальных заёмщиков:
  - Аграрные ссуды
  - Коммерческие ссуды
  - Ссуды посредникам на фондовой бирже
  - ипотечные ссуды владельцам недвижимости
  - межбанковские ссуды
  - Кредит для юридических лиц
  - Кредит для физических лиц

Для классификации кредитов на те или иные группы и виды могут использоваться и другие критерии.
Банковские кредиты подразделяются на активные и пассивные. В первом случае банк выдаёт кредит, то есть выступает кредитором, во втором берёт кредит, то есть является заёмщиком. Банк может входить в кредитные отношения (брать или давать кредиты) и с другими банками (иными кредитными организациями), включая Центральный банк Российской Федерации, выполняя в зависимости от ситуации активную или пассивную функцию. Такие отношения называются межбанковским кредитованием. Что касается кредитования предприятий, организаций, учреждений и физических лиц (нефинансовый сектор экономики), то кредитные отношения банка с ними имеют другой характер — он практически всегда является кредитором.

## Выдача кредитов
Коммерческие банки ограничены государством в лице Банка России в выдаче кредитов. Ограничения имеют форму нормы обязательного резерва и коэффициентом усреднения (см. Банковский мультипликатор).
На 24 августа 2010 года в России на каждый 1 рубль резервного фонда в центральном банке, коммерческие банки могут выдать не более 40 рублей физическим лицам в качестве кредита. Это связано с величиной резервной нормы (2,5 %). Мультипликатор можно рассчитать из соотношения 100/Резервная норма в процентах.
Для получения, к примеру, одного из распространённых кредитов — потребительского кредита — работает следующая последовательность действий:
- Заёмщик приходит в магазин и решает приобрести товар в кредит. С представителем банка (администратором) они заполняют заявку на получение кредита и отправляют её в банк, при условии, что клиент соответствует обязательным требованиям банка.
- Заявка рассматривается банком. Рассмотрением занимается отдел авторизации. Из отдела авторизации приходит в тот же магазин сообщение с результатом — «Отказ», «Одобрение» или «Отказ, но с альтернативами».
- При положительном решении клиент с администратором оформляют всю кредитную документацию. Если первоначальный взнос имеется, то клиент его сразу же и оплачивает.
- Администратор в конце рабочего дня отправляет все заключённые договоры в банк (в отдел регистрации), где договоры регистрируются. Затем в магазин перечисляются деньги за товары, предоставленные в кредит.

## Правовое регулирование в России
В РФ обычно кредитные отношения оформляются договором займа или кредитным договором. Кредиты по кредитному договору могут выдаваться только кредитными организациями. Самым существенным отличием кредита и займа является то, что договор займа считается заключённым с момента передачи денег (реальный договор), а кредитный договор — с момента его заключения.
Договор предполагает существование двух сторон: кредитора и заёмщика. Согласно договору, кредитор обязуется предоставить кредит, а заёмщик принять кредит и своевременно вернуть кредит, уплатив проценты.

## Полная стоимость кредита
Полная стоимость кредита — платежи заёмщика по кредитному договору, размеры и сроки уплаты которых известны на момент его заключения, в том числе с учётом платежей в пользу третьих лиц, определённых договором, если обязанность заёмщика по таким платежам вытекает из условий договора. Полная стоимость кредита вычисляется в процентах годовых. Кредитная организация обязана доводить до заёмщика информацию о полной стоимости кредита до заключения кредитного договора. Банки должны заранее предоставлять клиенту сведения, из чего складывается сумма выплат. Формула расчёта полной стоимости кредита установлена указанием Банка России от 13.05.2008 г. № 2008-У «О порядке расчёта и доведения до заёмщика — физического лица полной стоимости кредита».
Президиум ВАС РФ в Постановлении № 8274/09 от 17 ноября 2009 г. признал незаконным включение в кредитный договор условий об обязательной уплате заёмщиком комиссий за открытие и ведение ссудного счёта.
Комиссии по кредитам незаконны по указанным ниже основаниям.
Прежде всего, заключая с банком кредитный договор, заемщик-гражданин выступает как потребитель и на его отношения с банком помимо Гражданского кодекса РФ и иных правовых актов, распространяет своё действие «Закон о защите прав потребителей».
Согласно п. 1 ст. 16 Закона «О защите прав потребителей» условия договора, ущемляющие права потребителя по сравнению с правилами, установленными законами или иными правовыми актами в области защиты прав потребителей, признаются недействительными.
В соответствии с п. 1 ст. 819 Гражданский кодекс Российской ФедерацииГК РФ по кредитному договору банк обязуется предоставить кредит заёмщику в размере и на условиях, предусмотренных договором, а заёмщик обязуется возвратить полученную денежную сумму и уплатить проценты за неё. Действия банка по открытию и ведению ссудного счёта, выдаче кредита нельзя квалифицировать как самостоятельную банковскую услугу.
Таким образом, условия договора, предусматривающие выдачу кредита, открытие и обслуживание ссудного счёта, не могут быть предметом сделки и ущемляют права потребителя, следовательно указанные действия банка неправомерны и уплаченные суммы банковских комиссий подлежат возврату заёмщику.

## Платежи по кредитам
Аннуитетный платёж — это равный по сумме ежемесячный платёж по кредиту, который включает в себя сумму начисленных процентов за кредит и сумму основного долга. Расчёт аннуитетного платежа в банках производится по разным формулам. Поэтому даже при одинаковой процентной ставке размер аннуитетного платежа может различаться у разных банков.
Дифференцированный платёж — это ежемесячный платёж по кредиту, уменьшающийся к концу срока кредитования и состоит из выплачиваемой постоянной доли основного долга и процентов на невыплаченный остаток кредита.

## Виды кредитования
- Государственный. Сделку заключают государство и физическое или юридическое лицо. Направлен на оплату муниципальной деятельности. Предоставляется кредитный заём или выпуск ценных бумаг.
- Межбанковский. Это перераспределение финансовых средств между участвующими банками. Банк-кредитор даёт выгодные ненужные суммы, которые получают клиенты банков-заемщиков в качестве кредитования.
- Социальный. Более мягкие условия для слабозащищенного слоя населения.
- Субординированный. Учреждение выдаёт заёмщику определённую сумму сроком до 5 лет под определённый процент. По истечении срока заёмщик обязан выплатить долг единичным платежом. Размер процентов не превышает установленную Центробанком ставку.
- Микрокредит. Такой заём создан для развития мелких предпринимателей, которые не могут получить обычные банковские кредиты.

## Принципы кредитования
Безусловными принципами банковского кредитования являются:
1. Принцип срочности означает, что кредит даётся на однозначно определённый срок.
2. Принцип возвратности предполагает, что в определённый договором срок вся сумма кредита должна быть возвращена полностью.
3. Принцип платности подразумевает, что за право пользования кредитом заёмщик должен заплатить оговорённую сумму процентов.
4. Принцип подчинения кредитной сделки нормам законодательства и банковским правилам (в частности, обязательно составление кредитного договора или соглашения в письменной форме, не противоречащего закону и нормативным актам ЦБ РФ).
5. Принцип неизменности условий кредитования. То есть изменение условий кредитного договора (соглашения) должно производиться в соответствии с правилами, сформулированными в самом кредитном договоре либо в специальном приложении к нему.
6. Принцип взаимовыгодности кредитной сделки означает, что условия сделки должны адекватно учитывать коммерческие интересы и возможности обеих сторон.

В особую группу принципов следует выделить распространённые правила кредитования, которые используются, если такова воля сторон, выраженная в кредитном договоре, и не должны применяться, если не включены в такой договор (не безусловные принципы):
- принцип целевого использования кредита;
- принцип обеспеченного кредитования (кредит может быть обеспечен полностью, частично или не обеспечен вовсе).

Кроме того, в ещё одну группу можно выделить принципы кредитования, которые предназначены для «служебного пользования» сотрудниками банков и должны закрепляться в их внутренних документах в качестве элемента кредитной политики.

## Требования к процессу выдачи кредитов
Банк разрабатывает и утверждает внутренние документы, определяющие его кредитную политику, а также учётную политику и подходы к её реализации, а также документы, определяющие процедуры принятия решений о размещении банком денежных средств, распределение функций и полномочий между подразделениями и должностными лицами банка, включающие внутренние правила размещения средств, в том числе правила кредитования клиентов.
Выдача кредита в зависимости от типа клиента может быть осуществлена в следующем порядке:
- юридическим лицам — в безналичной форме путём зачисления средств на расчётный, текущий или корреспондентский счёт;
- физическим лицам — в безналичной форме путём зачисления средств на счёт лица в банке либо наличными через кассу банка;
- кредиты в иностранных валютах выдаются юридическим и физическим лицам только в безналичной форме.

Кредит выдаётся на основании распоряжения, надлежащим образом составленного специалистами кредитного подразделения банка и подписанного уполномоченным должностным лицом банка. Банк-кредитор обязан создавать резервы на возможные потери по ссудам (РВПС) от кредитной деятельности в порядке, установленном Банком России.

### Кредитная история
При принятии решения о выдаче кредита банк обычно проверяет кредитную историю заёмщика. В Российской Федерации Банком России регламентирована процедура создания бюро кредитных историй, Центрального каталога кредитных историй и процедур обращения к ним.

## Требования к процессу возврата клиентом кредита и уплаты процентов за кредит
Погашение основного долга и процентов по кредиту осуществляется следующими способами:
- списанием средств со счёта заёмщика по его платёжному поручению;
- списанием средств со счёта заёмщика, обслуживаемого в другом банке, на основании платёжного требования банка-кредитора. В этом случае средства могут списываться без акцепта владельца счёта, если такая возможность предусмотрена в договоре и заёмщик письменно уведомил банк, в котором открыты его счета, о своём согласии на такое списание средств в соответствии с заключённым договором;
- списанием средств со счёта заёмщика — юридического лица, обслуживающегося в самом банке-кредиторе, на основании платёжного требования последнего (в безакцептном порядке, если это предусмотрено в договоре);
- перечислением средств со счетов заёмщиков — физических лиц на основании их письменных распоряжений, переводом ими денег через предприятия связи или другие кредитные организации;
- взносом наличных в кассу банка-кредитора;
- удержанием из сумм, причитающихся на оплату труда заёмщиков, являющихся работниками банка-кредитора (по их заявлениям или на основании договора).

В установленный в кредитном договоре день (день уплаты процентов и/или погашения основного долга) работник бухгалтерии, ответственный за ведение счёта заёмщика, на основании соответствующего распоряжения, подписанного уполномоченным должностным лицом банка, либо оформляет бухгалтерскими проводками факт уплаты процентов и/или погашения основного долга, либо (при неисполнении или ненадлежащем исполнении клиентом своих обязательств по договору) переносит возникшую задолженность клиента на счёта учёта просроченной задолженности.
Задолженность по кредитам, безнадёжная и/или признанная нереальной для взыскания, в установленном порядке списывается с баланса банка за счёт средств специально формируемых на такой случай резервов, а при недостатке таких средств относится на убытки отчётного года.

## Цена кредита
Цена кредита — денежное выражение оплаты предоставленного кредита. Зависит от уровня процентной ставки, установленной кредитором за его пользование. Цена кредита связана с принципом платности или возмездности кредитных отношений. Выделяют банковские кредиты с рыночной процентной ставкой, повышенной ставкой, льготной ставкой. Рыночная цена кредита складывается на рынке на данный момент исходя из спроса и предложения по различным видам кредита. В периоды инфляции она весьма подвижна и имеет тенденцию к повышению. Цена кредита повышенная, как правило, возникает в условиях значительных рисков кредитования заёмщиков (нарушение условий кредитования, предусмотренных в договоре, ожидание повышения стоимости кредитных ресурсов и др.). Льготная цена кредита используется при дифференцированном подходе к заёмщикам.

## Рефинансирование кредита
Рефинансирование — процесс привлечения нового кредита для закрытия старого. Привлечения рефинансирование возможно как для закрытия сделок в другом банке, так и в том же.
Рефинансированием можно добиться следующего:
- Уменьшить размер ежемесячного платежа путём снижения процентной ставки или увеличения срока кредитования;
- Объединить несколько кредитных договоров в один и, таким образом, упростить погашение;
- Получить дополнительную денежную сумму на любые цели через увеличения суммы кредита.